# Heteropogon nitidus
Heteropogon nitidus är en tvåvingeart som beskrevs av H. Oldroyd 1964. Heteropogon nitidus ingår i släktet Heteropogon och familjen rovflugor. Inga underarter finns listade i Catalogue of Life.